# Quartetto per pianoforte e archi n. 2 (Brahms)
Il Quartetto n. 2 per pianoforte ed archi in la maggiore, opus 26, è un quartetto per violino, viola, violoncello e piano di Johannes Brahms. Composto nel 1861 ed eseguito, privatamente, nel settembre dello stesso anno. Venne pubblicato nel 1863 e la prima esecuzione pubblica avvenne nel novembre 1863, da parte dell'Hellmesberger Quartet con Brahms stesso al piano. 
Nella struttura dell'opera si nota la forte influenza di Franz Schubert. 
L'opera venne duramente stroncata dal critico musicale Eduard Hanslick che definì i temi «secchi e noiosi».

## Struttura
Il pezzo è articolato in quattro movimenti:
1. Allegro non troppo (in 3/4)
2. Poco adagio (in mi maggiore, in 4/4)
3. Scherzo (poco allegro in la maggiore, in 3/4)
4. Allegro alla breve.

La durata approssimativa del pezzo varia dai 48 ai 50 minuti, il che ne fa il più lungo lavoro di Brahms, per quanto riguarda la musica da camera.

### Primo movimento
Il primo movimento è in forma-sonata.

### Secondo movimento
Il secondo movimento è sotto la forma di rondò.

### Terzo movimento
Il terzo movimento è uno scherzo ed un trio alternati in forma ternaria, dove sia lo scherzo che il trio sono in forma sonata.

### Quarto movimento
Il quarto movimento, in forma sonata, che rappresenta una rapida ricapitolazione di tutto il brano.